# Miðnámsflokkurin
Miðnámsflokkurin (L) är ett politiskt parti på Färöarna. Partiet bildades 2007, av bland annat Bergur Johannesen som även är partiledare. Partiet är liberalt socialkonservativt och mest inriktat på studentikosa frågor.
Namnet betyder studentpartiet, Miðnámsflokkurin fick 221 röster (varav 203 var personröster på Johannesen) i valet 2008. Det var för lite för att få representation i lagtinget.